# Symbolický hřbitov horolezců

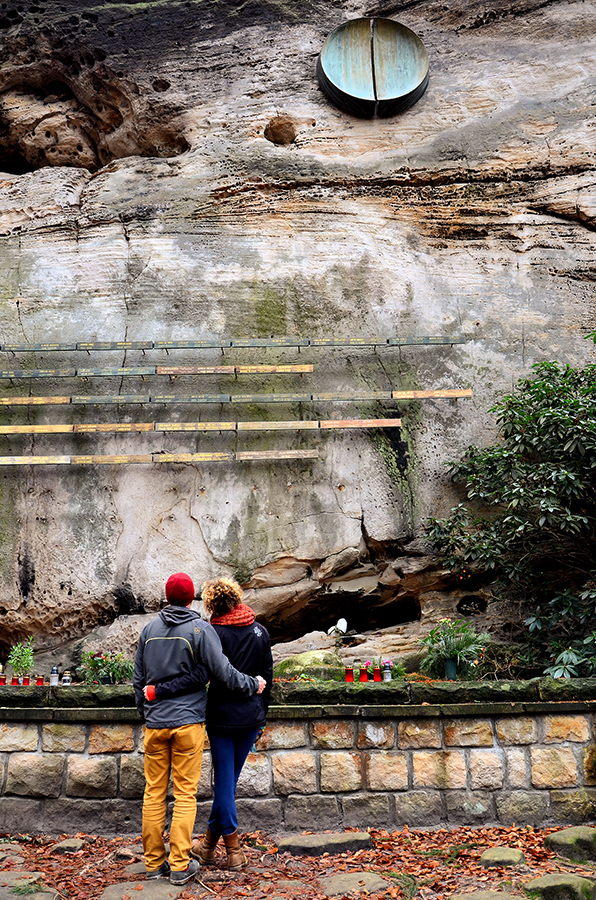

Symbolický hřbitov horolezců je památník poutní místo v Hruboskalském skalním městě, na stěně Nekonečné věže, nedaleko Mariánské vyhlídky.

## Historie

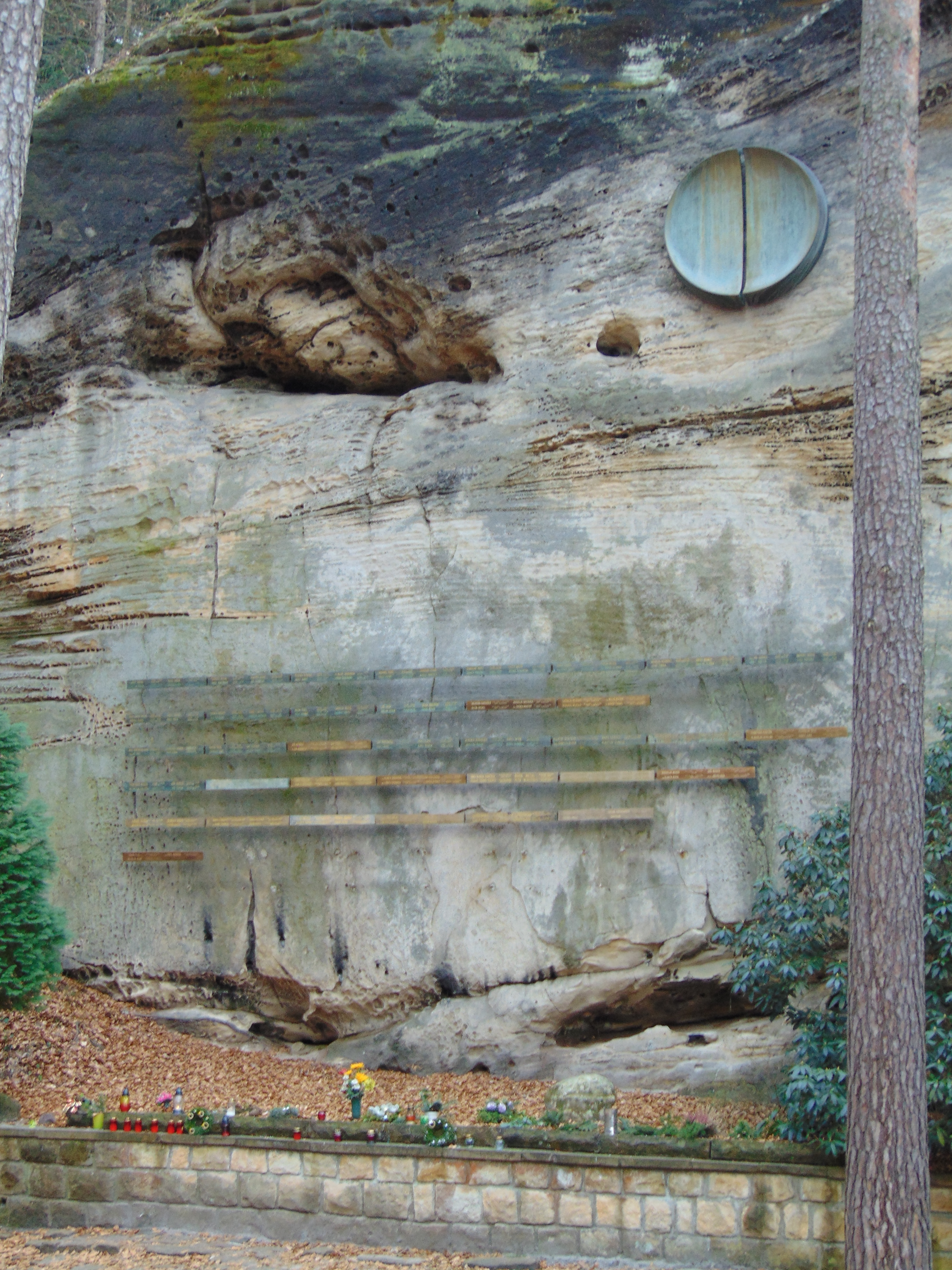
Symbolický horolezecký hřbitov v Hruboskalsku - jména horolezců na tabulkách na skále

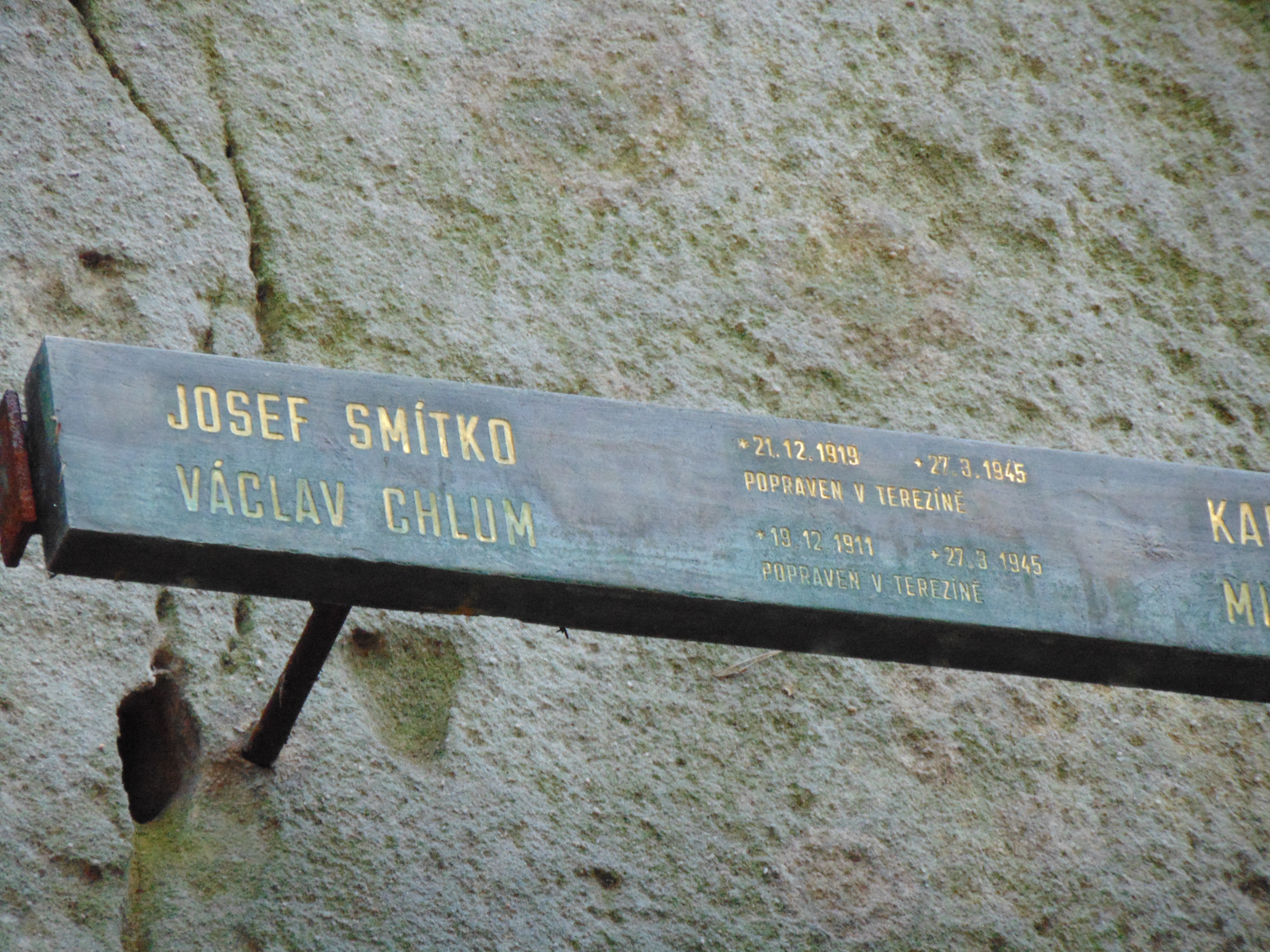
Symbolický horolezecký hřbitov na Hruboskalsku - jméno Josky Smítky je první v řadě

Myšlenka vzniku hřbitova, který by připomínal tragické smrti horolezců, pochází ze 60. let 20. století. S touto myšlenkou přišel sochař a horolezec Valerián Karoušek. Vzniku se však nedočkal, neboť zemřel během expedice Peru 1970. Právě tragédie této horolezecké expedice definitivně přispěla ke vzniku toho místa a její členové se stali prvními horolezci zde zaznamenanými. Autorem památníku jsou akademický sochař Jiří Seifert a architekt Josef Patrný. Dominantu památníku představuje puklé slunce, pod nímž jsou uvedena jména zemřelých horolezců. K otevření hřbitova došlo v červenci 1971 a v následujících letech sem byla přidávána jména horolezců z druhé světové války i z pozdějších dob. Dnes se zde nachází více než 130 jmen a další postupně přibývají, proto se uvažuje o jeho rozšíření. O památku se stará TJ Český ráj. Každoročně se zde 24. prosince koná bohoslužba za zemřelé horolezce. Dne 2. ledna 2013 se místo ocitlo pod nájezdem zlodějů, kteří ukradli deset desek se jmény obětí. Pachatele policie dopadla už 5. ledna.

### Podmínky pro umístění desky
Na symbolickém hřbitově jsou instalována pouze jména osob, které zahynuly při výkonu některé z činností sdružených pod Českým horolezeckým svazem. Jedná se zejména o horolezectví, skálolezectví, bouldering, lezení na umělých stěnách a skialpinismus. Rozhodnutí o instalaci desky je plně v kompetenci výkonného výboru TJ Český Ráj.

## Dostupnost
Místem prochází žlutá turistická značka od pramenů u Lázní Sedmihorky k zámku Hrubá Skála.